# Jagas
Jagas est un groupe de rock français engagé formé à Paris en 2012, il se distingue par ses arrangements mêlant guitares, accordéon et claviers.

## Biographie

### Formation et débuts (2012–2014)
Le groupe se constitue en 2012 autour de Thomas Humbert (chant), rejoint par la suite par Enzo Derlon (guitare), Clarisse Catarino (accordéon), Théo De Hond (claviers) et Romain Bouiges (basse). En août 2013, Jagas publie son premier EP autoproduit, Et Alors ?, puis sort un second EP éponyme en 2014 sur le label Musique dans la rue.

### Percée et premiers albums (2015–2022)
Après plusieurs tournées en France, le groupe signe chez Artsolis et publie en 2022 son premier album studio, Ravi·e·s, salué pour l’équilibre entre énergie brute et production soignée.

### Nouvel élan (2023–présent)
En 2023, Jagas rejoint le label Label Team et délivre une série de singles, explorant tour à tour des sonorités plus introspectives et des reprises engagées.

### Apparitions médiatiques
- Thomas Humbert invité de « Le Choix de France Bleu Périgord » pour présenter leurs influences folk et rock[5].
- Concert de Jagas à Thenon (Dordogne) dans le cadre d’un événement local[6].

### Style et influences
Jagas puise son inspiration dans le rock alternatif des années 1990, enrichi par des textures expérimentales et la chaleur de l’accordéon. Les textes de Thomas Humbert oscillent entre poésie directe et engagement social, abordant des thèmes tels que l’identité, la solidarité et la vie urbaine.

### Albums studio
- Ravi·e·s (2022, Artsolis / Label Team)

### EPs
- Et Alors ? (2013, autoproduction)
- Jagas (2014, Musique dans la rue)

### Singles
- « Comment on s’aime ? » (2023)
- « Ma brésilienne » (2023)
- « Viens chez moi ! » (réédition JO, 2024)
- « Devenus deux » (2024)
- « Sage Nein » (reprise de Konstantin Wecker, 2025)[8]